# Dacryodes edilsonii
Dacryodes edilsonii är en tvåhjärtbladig växtart som beskrevs av Douglas C. Daly. Dacryodes edilsonii ingår i släktet Dacryodes och familjen Burseraceae. Inga underarter finns listade i Catalogue of Life.